# 王寨站
王寨站位于安徽省亳州市涡阳县，是京九铁路的一座火车站，等级为四等站，距北京西站829公里，距常平站1486公里，本站及相邻上下行区间均为电气化区段。站址在安徽省涡阳县店集乡。车站建于1989年，只办理货运，不办理客运业务。